# Alberto Rosso (militare)
Alberto Rosso (Genova, 29 settembre 1959) è un generale italiano. È stato Capo di stato maggiore dell'Aeronautica militare italiana dal 31 ottobre 2018 al 28 ottobre 2021.

## Biografia
Diplomato all'Accademia Aeronautica di Pozzuoli, Corso Urano III, e laureato in Scienze militari aeronautiche all'Università Federico II di Napoli, ottiene il brevetto di pilota militare negli Stati Uniti d'America nel corso del 1983.
Con il grado di tenente colonnello pilota, ha comandato il IX Gruppo Caccia del 4º Stormo a Grosseto dal 1994 al 1995, stormo di cui è stato al comando dal 2002 al 2004.
È stato Capo del 4º Reparto dello Stato maggiore Aeronautica dal 2011 al 2013 e da quella data, promosso generale di divisione aerea, Capo del IV Reparto dello Stato Maggiore Difesa.
Nel luglio 2014 è anche nominato membro nel Consiglio di amministrazione (CDA) dell'Agenzia spaziale italiana, in rappresentanza del Ministero della difesa.
Promosso generale di squadra aerea, nel giugno 2016 è chiamato a ricoprire l'incarico di capo di gabinetto del Ministro della difesa  Roberta Pinotti, che mantiene nel 2018 con il successore Elisabetta Trenta.
Il 25 ottobre 2018 il Consiglio dei ministri lo designa nuovo Capo di stato maggiore dell'Aeronautica Militare, assumendo l’incarico sei giorni dopo. Lascia l'incarico il 28 ottobre 2021, quando gli subentra il generale Luca Goretti.